# Lukács Anita
Lukács Anita (Miskolc, 1980/1981. június 29. –) magyar operetténekes, színésznő, primadonna.

## Életpályája
Szülővárosában gyermekszínészként kezdte pályafutását. Már kiskorától hegedülni tanult, érettségi után elvégezte a Vasutas Zeneiskola musical stúdióját, majd a színház Operett Akadémiáját. Később a Berzsenyi Dániel Főiskolán és a Nemzeti Színiakadémián is tanult. Több fővárosi színházban is szerepelt. 2006-tól a Budapesti Operettszínház tagja. Számos külföldi produkcióban is szerepel.

### Magánélete
Férje Vadász Zsolt színész (2008-2024).

## Fontosabb színházi szerepei
- Lili bárónő (Lili)
- Csárdáskirálynő (Szilvia)
- West Side Story (Maria)
- Párizsi élet(wd) (Gabrielle)
- Mária főhadnagy (Mária, Antónia)
- Mágnás Miska (Rolla)
- A víg özvegy (Valencienne)
- Marica grófnő (Marica)
- A víg özvegy (Hanna)